# 麗迪雅·歐爾莫
麗迪雅·歐爾莫（1986年2月2日—）是一名阿爾及利亞排球運動員，曾代表國家參加2008年北京奧運的女子排球比賽及2012年倫敦奧運的女子排球比賽，並未獲得獎牌。